# Gran Premio de Bélgica de Motociclismo de 1961
El Gran Premio de Bélgica de Motociclismo de 1961 fue la sexta prueba de la temporada 1961 del Campeonato Mundial de Motociclismo. El Gran Premio se disputó el 2 de julio de 1961 en el Circuito de Spa.

## Resultados 500cc
En la categoría reina, Gary Hocking ganó la carrera de 500cc como se esperaba con una gran ventaja sobre Mike Hailwood y Bob McIntyre. Sin embargo, en la general del Mundial, Hailwood se mantenía a una distancia de solo tres puntos porque había anotado puntos en todas partes mientras Hocking se había retirado en Isla de Man. Mike Duff condujo su Matchless G50 a los puntos por primera vez.
| Pos.    | Piloto         | Moto      | Tiempo       | Pts. |
| ------- | -------------- | --------- | ------------ | ---- |
| 1       | Gary Hocking   | MV Privat | 1h 05' 52" 3 | 8    |
| 2       | Mike Hailwood  | Norton    | +1' 39"      | 6    |
| 3       | Bob McIntyre   | Norton    | +1' 49" 8    | 4    |
| 4       | Mike Duff      | Matchless | +3' 30"      | 3    |
| 5       | Ron Langston   | Matchless | +3' 32" 1    | 2    |
| 6       | Paddy Driver   | Norton    | +4' 17" 2    | 1    |
| 7       | Peter Pawson   | Norton    | +4' 17" 6    |      |
| 8       | Jack Findlay   | Norton    | +4' 29" 8    |      |
| 9       | Trevor Pound   | Norton    | +4' 29" 8    |      |
| 10      | Roy Ingram     | Norton    | +4' 40" 9    |      |
| 11      | Karl Hoppe     | Norton    | +1 Vuelta    |      |
| 12      | Dan Shorey     | Norton    | +1 Vuelta    |      |
| 13      | Jules Nies     | Norton    | +1 Vuelta    |      |
| 14      | Lothar John    | BMW       | +2 Vueltas   |      |
| 15      | Anthony Horton | Norton    | +2 Vueltas   |      |
| Ret     | Ernst Hiller   | Matchless | Ret          |      |
| Ret     | Phil Read      | Norton    | Ret          |      |
| Ret     | John Hartle    | Norton    | Ret          |      |
| Fuente: |                |           |              |      |

## Resultados 250cc
Antes del comienzo de esta carrera, Mike Hailwood, Tom Phillis y Jim Redman estaban en los primeros tres lugares de la general. En Bélgica, terminaron en orden inverso, lo que los llevó a liderar con 26 puntos. Redman anotó su primera victoria. Sadao Shimazaki completó con éxito de Honda. Suzuki puso otra RV 61 disponible para Paddy Driver, quien solo pudo terminar séptimo a una vuelta. John Hartle, como Hailwood y Bob McIntyre, ahora habían comprado un Honda RC 162, pero no llegó a la meta.
| Pos.    | Piloto             | Moto      | Tiempo     | Pts. |
| ------- | ------------------ | --------- | ---------- | ---- |
| 1       | Jim Redman         | Honda     | 41' 09"    | 8    |
| 2       | Tom Phillis        | Honda     | +41" 5     | 6    |
| 3       | Mike Hailwood      | Honda     | +1' 08" 7  | 4    |
| 4       | Sadao Shimazaki    | Honda     | +1' 37" 3  | 3    |
| 5       | Fumio Itō          | Yamaha    | +3' 57" 7  | 2    |
| 6       | Yoshikazu Sunako   | Yamaha    | +3' 58" 8  | 1    |
| 7       | Paddy Driver       | Suzuki    | +1 Vuelta  |      |
| 8       | Louis Hemptinne    | Aermacchi | +1 Vuelta  |      |
| 9       | Raphaël Orinel     | NSU       | +1 Vuelta  |      |
| 10      | Pierrot Vervroegen | Honda     | +2 Vueltas |      |
| Ret     | Bob McIntyre       | Honda     | Ret        |      |
| Ret     | John Hartle        | Honda     | Ret        |      |
| Ret     | Silvio Grassetti   | Benelli   | Ret        |      |
| Ret     | Frank Perris       | Suzuki    | Ret        |      |
| Fuente: |                    |           |            |      |

## Resultados 125cc
Luigi Taveri obtuvo su primera victoria para Honda al vencer a Tom Phillis y Jim Redman. Eso no le importó al líder de la Copa del Mundo, Phillis, ya que su mayor amenaza, Ernst Degner terminó solo cuarto. Phillis extendió su ventaja aún más.
| Pos. | Piloto              | Moto    | Tiempo    | Pts. |
| ---- | ------------------- | ------- | --------- | ---- |
| 1    | Luigi Taveri        | Honda   | 42' 00" 8 | 8    |
| 2    | Tom Phillis         | Honda   | +0" 1     | 6    |
| 3    | Jim Redman          | Honda   | +0" 5     | 4    |
| 4    | Ernst Degner        | MZ      | +12" 2    | 3    |
| 5    | Alan Shepherd       | MZ      | +17" 9    | 2    |
| 6    | Walter Brehme       | MZ      | +24" 2    | 1    |
| 7    | Naomi Taniguchi     | Honda   | +52" 8    |      |
| 8    | Werner Musiol       | MZ      | +54" 1    |      |
| 9    | Rex Avery           | EMC     | +3' 07" 5 |      |
| 10   | Ricardo Quintanilla | Bultaco | +3' 52" 7 |      |
| 11   | John Grace          | Bultaco | +4' 53" 3 |      |
| 12   | Franco Latini       | Ducati  | +5' 30" 1 |      |
| 13   | Yoshikazu Sunako    | Yamaha  |           |      |
| 14   | Michio Ichino       | Suzuki  |           |      |
| 15   | Pierre Vervroegen   | Honda   |           |      |
| Ret  | Gilberto Milani     | Paton   | Ret       |      |
| Ret  | Mike Hailwood       | Honda   | Ret       |      |
| Ret  | Phil Read           | EMC     | Ret       |      |
| Ret  | Vittorio Zito       | Ducati  | Ret       |      |